# Толстой, Александр Феофилович

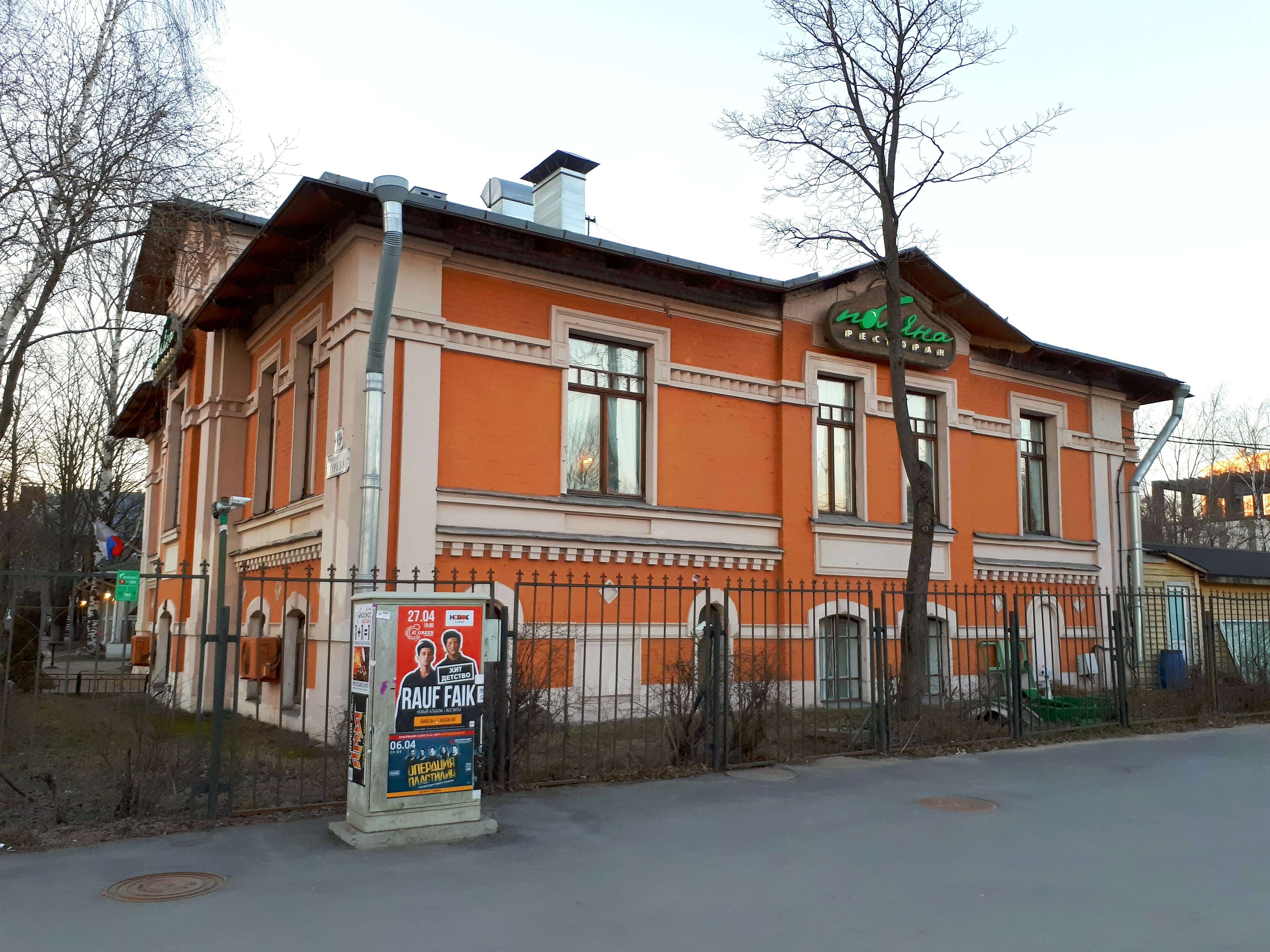
Бывший особняк А. Ф. Толстого в Санкт-Петербурге (современный адрес — проспект Тореза, 89)

Александр Феофилович Толстой (1839—1910) — русский чиновник и придворный деятель; камергер (1874), тайный советник (1882), гофмейстер (1885).

## Биография
Родился в семье чиновника и композитора Ф. М. Толстого и Александры Дмитриевны, урождённой Давыдовой (1815—1884); внук сенатора М. Ф. Толстого (1772—1815); правнук генерал-фельдмаршала, светлейшего князя М. И. Кутузова; племянник П. М. Голенищева-Кутузова-Толстого, Н. М. Толстого и И. М. Толстого.
В службе и классном чине с 1857 года после окончания Пажеского Его Величества корпуса. В 1859 году пожалован в звание камер-юнкера, в 1874 году в звание камергера. В чине коллежского советника служил чиновником особых поручений VI класса при министре внутренних дел. В 1875 году был произведён в статские советники и назначен состоять в должности гофмейстера Двора великого князя Михаила Николаевича. В 1878 году был произведён в действительные статские советники, в 1882 году — в тайные советники. В 1885 году был пожалован чином гофмейстера и назначен состоять в ведомстве Министерства иностранных дел. В 1896 году был переведён в Министерство внутренних дел на должность члена Совета министра, состоял в этой должности до конца жизни. С 1907 года — представитель Министерства внутренних дел в учреждениях при Главном управлении земледелия и государственных имуществ.
Был награждён всеми российскими орденами вплоть до ордена Святого Александра Невского, пожалованного ему в 1908 году.
19 июля 1910 года покончил жизнь самоубийством в своём особняке в Санкт-Петербурге. Возможно, причиной стала неизлечимая болезнь.

## Комментарии
1. ↑  Такое назначение не означало присвоения придворного звания «в должности гофмейстера».